# Endennasaurus acutirostris
L’endennasauro (Endennasaurus acutirostris) è un rettile acquatico estinto, appartenente ai talattosauri. Visse nel Triassico superiore (Norico, circa 210 milioni di anni fa) e i suoi resti fossili sono stati ritrovati in Italia.

## Descrizione

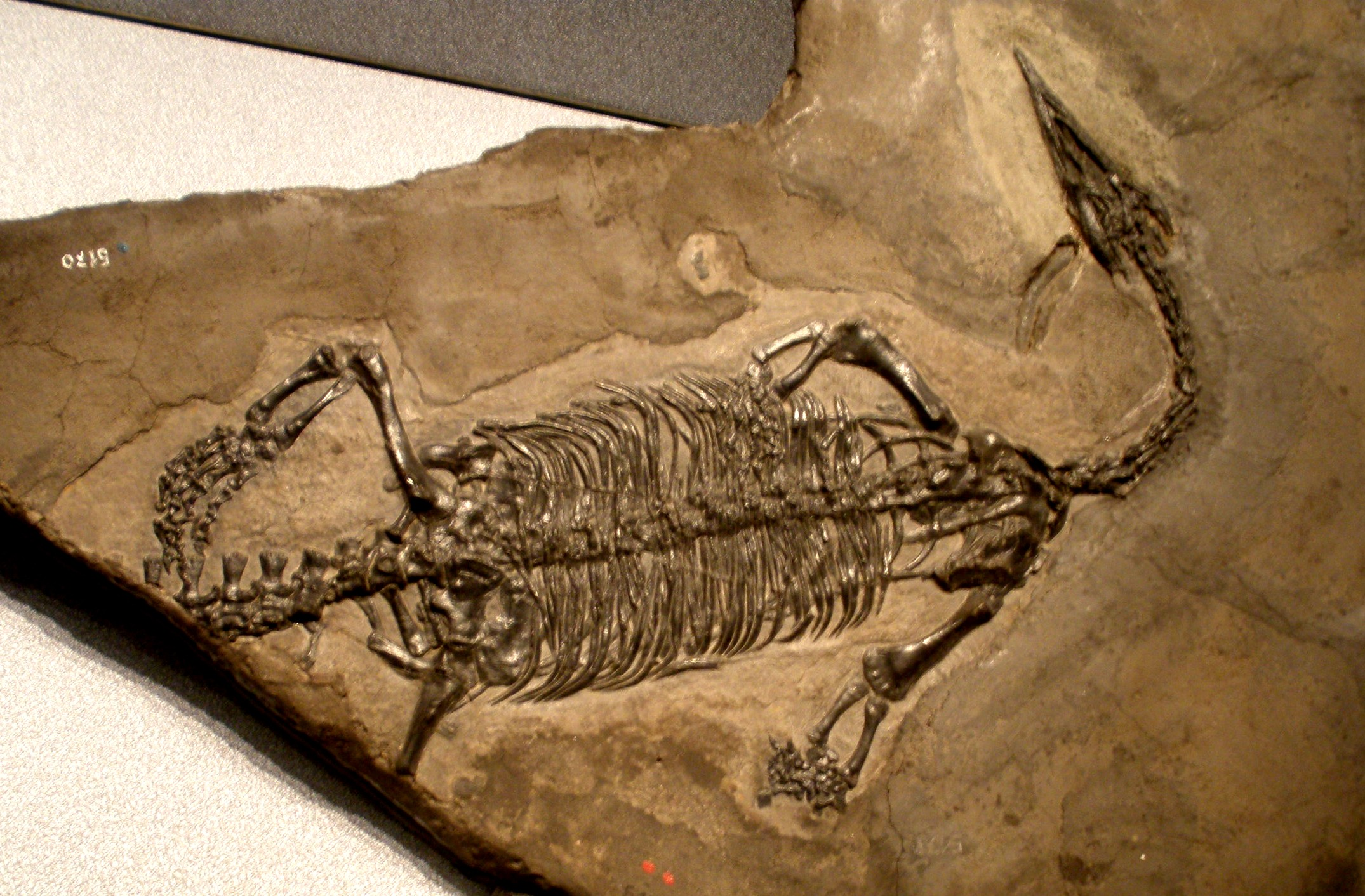
L'olotipo di E. acutirostris, conservato al Museo E. Caffi di Bergamo

Questo animale possedeva un corpo relativamente compatto, una coda eccezionalmente lunga e un collo lungo che reggeva una testa triangolare dal muso appuntito. Il cranio, stretto e allungato, portava le caratteristiche più salienti di questo animale: il rostro allungato era privo di denti, al contrario di tutti gli animali simili (i talattosauri), e terminava in una struttura appuntita. Le orbite, inoltre, erano molto grandi. Il collo piuttosto lungo faceva da contraltare al tronco, che era insolitamente corto per un talattosauro, con costole ispessite (pachiostosi) e costole ventrali (gastralia) davvero massicce. La coda allungatissima era compressa lateralmente. Le zampe non erano così corte come in altri talattosauri: l'omero era robusto e la parte terminale era espansa e appiattita, mentre il femore era più snello e un po' più lungo dell'omero. Il carpo e il tarso mostrano una leggera riduzione nell'ossificazione dei vari elementi. L'intero animale doveva superare di poco il metro e mezzo di lunghezza.

## Classificazione

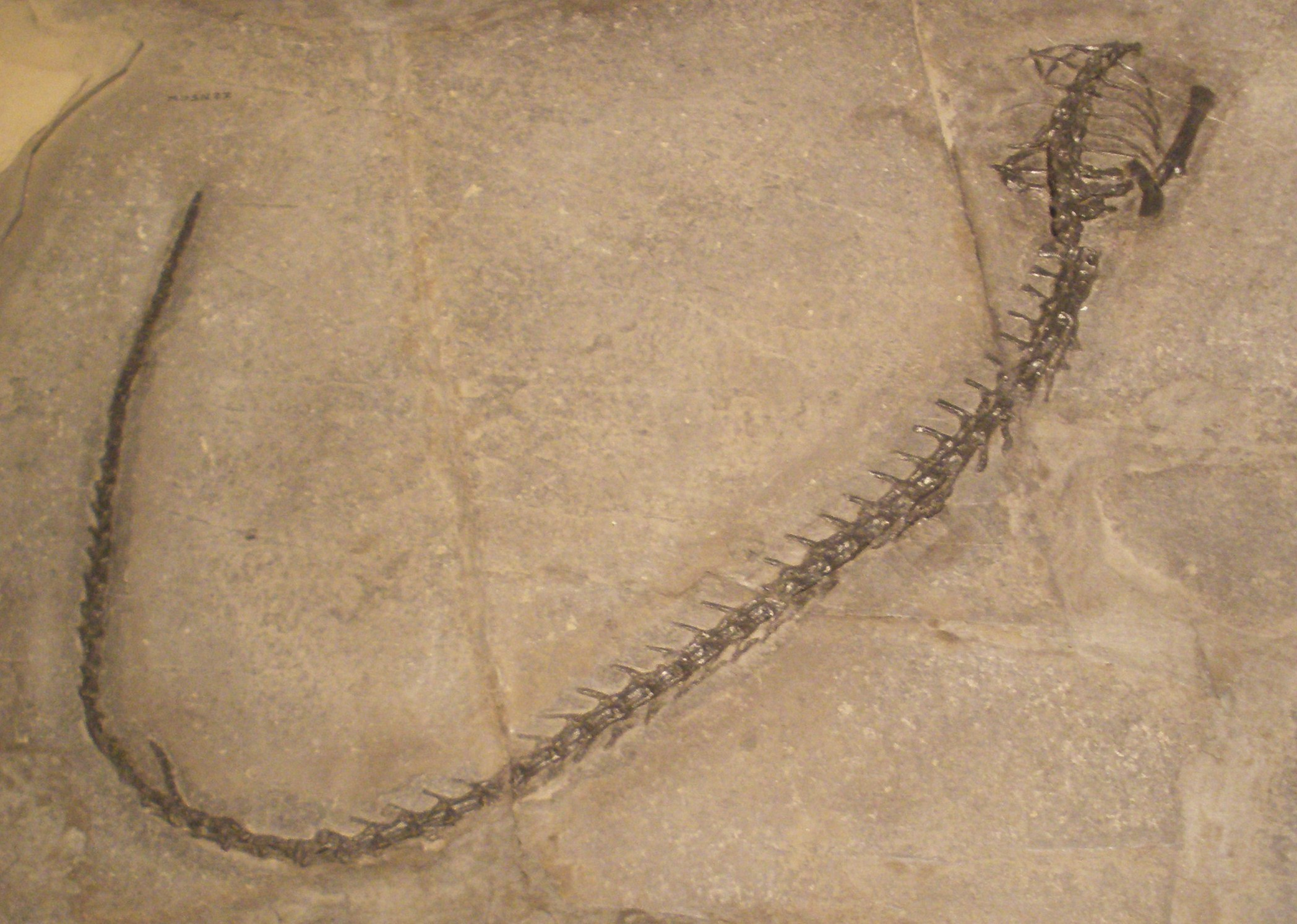
Paratipo di E. acutirostris, conservato al Museo E. Caffi di Bergamo

Endennasaurus è noto attraverso due esemplari, rinvenuti nel Calcare di Zorzino (Norico della provincia di Bergamo). L'olotipo è un esemplare quasi completo, sprovvisto della parte terminale della zampa posteriore sinistra e di gran parte della coda, mentre il paratipo consiste in una coda completa, il femore destro, parte del cinto pelvico e alcune vertebre e costole dorsali. La descrizione iniziale di Endennasaurus (Renesto, 1992) rifletteva le peculiarità di questo animale in una classificazione incerta, pur nell'ambito dei rettili diapsidi. Successivi studi hanno messo in luce le probabili parentele con i talattosauri, un gruppo di rettili marini del Triassico dalla coda allungata. Endennasaurus, all'interno del gruppo, sembrerebbe essere più strettamente imparentato con forme basali come Askeptosaurus e Anshunsaurus; tuttavia possiede alcune caratteristiche uniche che lo denotano come una forma specializzata (Müller et al., 2005).

## Paleoecologia
L'insolita morfologia del corpo di Endennasaurus, con il corpo tozzo ma collo e coda allungati, denota adattamenti alla vita acquatica diversi da quelli ipotizzati per gli altri talattosauri. La coda era in ogni caso il principale mezzo di propulsione, ma le zampe anteriori robuste potevano essere state egualmente utili nello spostamento acquatico. Gli arti robusti indicano che Endennasaurus potrebbe essere stato in grado di spostarsi abbastanza agevolmente anche sulla terraferma, al contrario degli altri talattosauri. Il corpo massiccio e pesante, proprio per mantenere più facilmente in immersione l'animale, era però indicativo di una natura principalmente acquatica. Il cranio di forma allungata e sprovvisto di denti rappresenta un enigma: non è chiaro quali fossero le prede di Endennasaurus. Forse si nutriva di piccoli crostacei e minuscoli pesci, ovvero prede che potevano essere inghiottite intere e non possedevano corazze che dovevano essere frantumate.